# House of Assembly (Dominica)
Das House of Assembly (deutsch: Versammlungshaus) ist das Parlament im Einkammersystem von Dominica.
Es besteht aus 21 Abgeordneten, die für fünf Jahre gewählt werden, neun ernannten Senatoren und dem Attorney General.
Wahlberechtigt sind alle Personen ab dem 18. Lebensjahr. 

## Wahlen

Dominica House of Assembly, 2015:
Regierung:
Dominica Labour Party (15)
Government Senators (5)
Opposition:
United Workers' Party (6)
Opposition Senators (4)
Andere Mitglieder:
Attorney General (ex officio) (1)

Am 18. Dezember 2009 wurde mit folgendem Ergebnis gewählt: Dominica Labour Party (DLP) 18 (gegenüber 12 im Jahr 2005), United Workers Party (UWP) 3 (8), Unabhängige 0 (1), Dominica Freedom Party (DFP) 0 (0).
Bei den Wahlen am 8. Dezember 2014 erhielt die Dominica Labour Party 15 Sitze und die United Workers Party 6 Sitze.
Wie schon bei den Wahlen in den Jahren 2000, 2002, 2009 und 2014 gewann die Dominica Labour Party auch die Parlamentswahl am 6. Dezember 2019 und damit die fünfte Wahl in Folge. Sie erzielte 59 % der Stimmen und gewann den Abgeordnetensitz in 18 von 21 Wahlkreisen. Die United Workers Party errang 41 % der Stimmen und 3 Mandate im House of Assembly.
Bei der Parlamentswahl am 6. Dezember 2022 errang die DLP 19 Mandate; die restlichen zwei Mandate konnten Unabhängige gewinnen. Elf der 21 direkt gewählten Abgeordneten sind Frauen, was einem Anteil von etwa 47,6 % entspricht. Die Wahlbeteiligung war 2022 mit 31,6 % noch niedriger als 2019, als noch 54,4 % der Wahlberechtigten die Stimme abgaben.

## Sitz

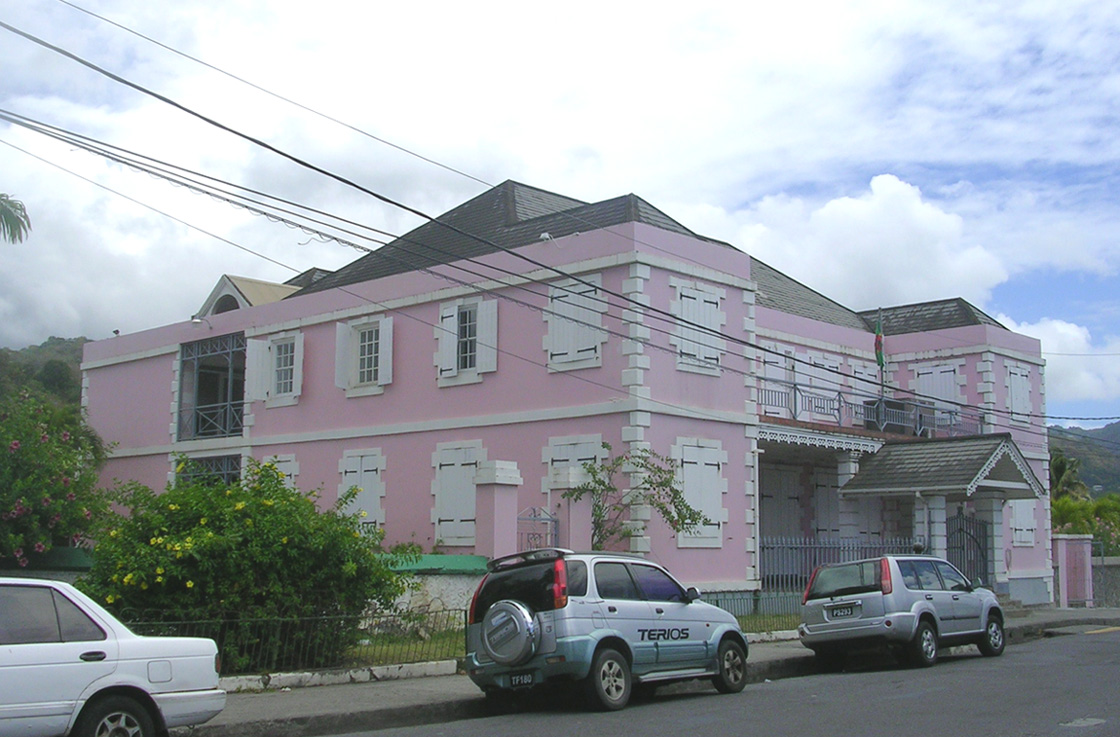
House of Assembly in Roseau, 2013

Das House of Assembly hat seinen Sitz in Roseau. Das Gebäude wurde 1993 im Kolonialstil an der Küstenstraße Victoria Street gebaut.

## Sprecher
Der Sprecher (Speaker of the House of Assembly of Dominica) ist verantwortlich für die Leitung und allgemeine Verwaltung des Parlaments sowie zuständig für die Einhaltung der Geschäftsordnung. Der Sprecher wird von den Parlamentsmitgliedern bei der ersten konstituierenden Sitzung nach einer Parlamentswahl, wobei der Speaker zuvor kein gewähltes Mitglied des House of Assembly sein muss. Falls ein Mitglied des House of Assembly zum Sprecher gewählt wird, kann er nur zur Vermeidung einer Pattsituation eine ausschlaggebende Stimme (a casting vote) abgeben. Falls eine Person zum Sprecher gewählt wird, der zuvor kein Mitglied des Parlaments war, wird diese durch Wahl zwar Mitglied des House of Assembly, darf aber weder eine grundsätzliche (original vote) noch eine ausschlaggebende Stimme zur Vermeidung einer Pattsituation abgeben. 
Derzeitiger Sprecher des House of Assembly ist Joseph Isaac (DLP), der 2020 die Nachfolge von Alix Boyd Knights (DLP) antrat, die dieses Amt seit dem 17. April 2000 über vier Legislaturperioden hinweg bekleidete und damit die längste Amtszeit in der Geschichte Dominicas innehatte.
Sprecher des House of Assembly waren:
| Amtsinhaber        | Beginn der Amtszeit | Ende der Amtszeit |
| ------------------ | ------------------- | ----------------- |
| George Winston     | Januar 1966         | Oktober 1970      |
| Eustace Francis    | Oktober 1970        | März 1977         |
| Frederick Degazon  | März 1977           | Dezember 1978     |
| Pershing Wadron    | 21. Januar 1979     | 19. Juni 1979     |
| Eden Bowers        | 19. Juni 1979       | August 1980       |
| Marie Davis-Pierre | 13. August 1980     | 30. Dezember 1988 |
| Crispin Sorhaindo  | 16. September 1989  | 24. Oktober 1993  |
| Neva Edwards       | 1. November 1993    | 2. August 1995    |
| Osborne Symes      | 3. August 1995      | 3. Januar 2000    |
| Alix Boyd-Knights  | 17. April 2000      | 2. Februar 2020   |
| Joseph Isaac       | 10. Februar 2020    | amtierend         |